# 悠紀エンタープライズ
株式会社悠紀エンタープライズ（ゆうきエンタープライズ）は、埼玉県に本社のあったゲーム会社。代表作には『森田将棋』、『サムライスピリッツ零』シリーズ、『アルカナハート』がある。

## 概要
1998年、株式会社ランダムハウスの営業権、決裁権を取得する確約を得て、ランダムハウス開発製品の商品化活動を開始。1999年設立登記完了、ランダムハウスの営業権、決済権並びに今後の商品の独占販売権を正式に取得。会社名の由来は「悠々と世紀を渡る会社＝悠紀」から来ている。主に麻雀や将棋等のテーブルゲーム系ソフトの開発を行っている。また、格闘ゲーム『サムライスピリッツ零』シリーズの開発元でもある。2006年12月22日にはオリジナルの2D格闘ゲームである『アルカナハート』を発売したが、2007年4月2日にアーケード用格闘ゲーム開発部が独立した新会社「株式会社エクサム」に『アルカナハート』の権利をすべて譲渡した。
2016年7月15日、7月6日付での業務終了を発表し、その後同年11月24日に解散。

## 代表作
アーケードゲーム
- 通信対戦麻雀 闘龍門（発売：アトラティーバ・ジャパン）
- アルカナハート

Multi Video System (MVS)
- サムライスピリッツ零
- サムライスピリッツ零スペシャル

GAMEBOY ADVANCE
- 森田将棋あどばんす（発売：ハドソン）

ニンテンドーDS
- 森田将棋DS
- Wi-Fi対応 厳選テーブルゲームDS（発売：ハドソン）
- SIMPLE DSシリーズ THE テーブルゲーム（発売：ディースリー・パブリッシャー）

Wii
- Wi-Fi対応 厳選テーブルゲームWii（発売：ハドソン）
- SIMPLE2000シリーズWii THE テーブルゲーム（発売：ディースリー・パブリッシャー）

ドリームキャスト
- 森田の最強将棋
- 森田の最強Reversi
- メガドライブ DCエミュレーター（ドリームキャスト同梱品）
- ネットバーサス（発売：アットマーク）
  - 五目
  - 花札
  - チェス
  - リバーシ
  - 麻雀
  - 将棋
  - 囲碁
- ランディム アズ ブラックソウル（発売：アイディアファクトリー）

PlayStation
- 森田和郎の将棋道場
- 森田和郎のリバーシ
- 森田和郎のチェス
- 森田和郎の五目並べと連珠
- 森田和郎の花札
- 森田和郎の麻雀
- SIMPLE1500シリーズ（発売：ディースリー・パブリッシャー）
  - THE リバーシ2
  - THE 囲碁2
  - THE 花札2
- SIMPLEキャラクター2000シリーズ（発売：バンダイ/ディースリー・パブリッシャー）
  - じゃりン子チエ THE 花札
  - ど根性ガエル THE 麻雀
- NICE PRICEシリーズ（発売：デジキューブ）
  - 本格将棋指南
  - 花札&カードゲーム
  - チェス&リバーシ
  - 囲碁を打とう!

PlayStation 2
- 森田将棋
- ゲームセレクト5 和
- ゲームセレクト5 洋
- SIMPLE2000シリーズ（発売：ディースリー・パブリッシャー）
  - THE テーブルゲーム
  - THE 将棋
  - THE 囲碁（監修：日本棋院）
  - THE チェス
  - THE 美少女シミュレーションRPG MoonLightTale
- TAISENシリーズ（発売：毎日コミュニケーションズ）

1. 将棋
2. 囲碁
3. 麻雀
4. ソルジャー

- サムライスピリッツ零（発売：SNKプレイモア）
- サムライスピリッツ天下一剣客伝（発売：SNKプレイモア）

PlayStation Portable
- SIMPLE2500 Portable!!シリーズ THE テーブルゲーム（発売：ディースリー・パブリッシャー）

WonderSwan
- 森田将棋 for Wonder Swan（発売：加賀テック）

Xbox 360
- 通信対戦麻雀 闘龍門（発売：キャビア）

Windows 95
- 森田の定跡将棋 完全制覇

Windows 95/98
- 森田和郎の最強将棋
- 入門 森田の対局将棋（発売：加賀テック、デジキューブ）
- 森田の定跡将棋1（発売：プライム）
- 森田の定跡将棋2（発売：プライム）
- 森田の定跡将棋3（発売：プライム）
- ニセモン麻雀（発売：プライム）

Windows 95/98/2000/Me/XP
- 通信ゲームセンター TAISEN（運営：毎日コミュニケーションズ）

Windows 98/2000/Me/XP
- BB囲碁（運営：スターオンライン）
- BB将棋（運営：スターオンライン）
- BBオセロ（運営：スターオンライン）
- BBバックギャモン（運営：スターオンライン）

JAVA対応 Windows 95/98/2000/Mac
- ゲーム・カフェ（運営：ライコス、ブランドはディースリー・パブリッシャー）

iモード携帯電話 通信対戦ゲーム
- 森田将棋 for iモード（運営：ハドソン）
- 対戦道場（運営：ハドソン）
- 二人麻雀（パナソニックメーカーサイト、元請：ハドソン）
- 森田麻雀・囲碁（運営：ハドソン）
- ケータイ忍者城（運営：エイティング）
- パクロス（運営：荻島商事、元請：ディースリー・パブリッシャー）

au BREW携帯電話 通信ゲーム
- 将棋王DX（運営：BTDスタジオ）

softbank携帯電話 通信ゲーム
- 森田将棋（運営：タイトー）
- 森田将棋デラックス（運営：タイトー）
- 森田将棋プロフェッショナル（運営：タイトー）
- 森田の最強リバーシ（運営：タイトー）

米国Sprint携帯電話 通信ゲーム
- Othello（運営：Bandai America）

KDDI携帯電話
- 携帯講座問題集（運営：MTI、ブランド：ディースリー・パブリッシャー）

日立製 Windows CE PERSONA
- 森田将棋 for PERSONA（バンドルタイトル）
- 森田リバーシ for PERSONA（バンドルタイトル）

Palm
- 森田将棋 for Palm（発売：ハドソン）

iPhone
- 森田将棋（発売：タイトー）